# Ткач, Яков Никитович
Яков Никитович Ткач (октябрь 1906, с. Карпиловка, Козелецкий уезд, Черниговская губерния, Российская империя — июль 1941, Тараща, Киевская область, Украинская ССР) — советский партийный деятель, первый секретарь Сумского (1939) и Дрогобычского обкомов КП(б) Украины (1939—1941).

## Биография
Родился в крестьянской семье. В 1930 году окончил Харьковский институт инженеров транспорта по специальности «инженер-механик».
В 1922—1923 годах — ученик кузнеца в мастерской Роменской профессионально-технической школы Полтавского округа. В 1923—1924 годах — ученик токаря паровозного депо станции Ромны. В 1924—1926 годах — помощник токаря паровозного депо станции Ромны. В 1926—1927 годах — токарь Полтавского паровозного-ремонтного завода железнодорожной станции Полтава.
В 1927 году вступил в ряды ВКП(б).
В 1930—1931 годах — сменный инженер, в 1931—1932 годах — начальник цеха Харьковского авиационного завода имени СНК УССР. В мае-декабре 1932 года — начальник цеха завода № 125 в городе Москве. В 1932—1935 годах — аспирант Харьковского института инженеров транспорта, в 1935—1938 годах — декан факультета и доцент Харьковского института инженеров транспорта.
Затем — на партийной работе:
- апрель-май 1938 г. — инструктор Харьковского городского комитета КП(б) Украины,
- 1938—1939 г. — первый секретарь Ленинского районного комитета КП (б) Украины города Харькова,
- январь—март 1939 г. — первый секретарь Организационного бюро ЦК КП(б) Украины по Сумской области,
- март—ноябрь 1939 г. — первый секретарь Сумского областного комитета КП(б) Украины.

После присоединения Западной Украины к Украинской ССР, постановлением Политического бюро ЦК КП(б) Украины (№ 860-оп) 27 ноября 1939 года был назначен первым секретарем Дрогобычского областного комитета КП(б) Украины.
Погиб во время выхода из окружения в июле 1941 года в районе г. Тараща Киевской области. 9 июля он был назначен на должность члена Военного совета 26-й армии.
Депутат Верховного Совета СССР 1-го созыва с 1940 года. Член ЦК КП(б) Украины (1940—1941).
Жена — Мария Яковлевна. Дочь — Людмила (умерла в мае 1940 года).

## Награды и звания
В 1939 году был награждён орденом Ленина — за выдающиеся успехи в сельском хозяйстве, и в особенности за перевыполнение планов основных сельскохозяйственных работ.